# 暴风雨之恋
《暴风雨之恋》（日语：それは、突然、嵐のように…）是於2004年1月14日至3月17日在TBS电视台周三22:00 - 22:54播出日本电视剧。首集延长15分钟至23:09。平均收视率7.3%。

## 简介
小梢是个平凡的家庭主妇，七年前为了家庭放弃了自己的工作，七年後终於说服老公日出男让她出来工作。虽然只是在『创树出版』的兼职工读生，却让她开始对『生活』有了心动的感觉。上班第一天，在滂沱大雨的马路上遇见了奇怪的男孩 - 拓马 ，却意外一脚踏进舞蹈的世界，从此也改变她平淡的人生 ...? 

## 主要登场人物
- 小梢（江角真纪子）

曾经是全职的家庭主妇，后来重新回到职业妇女的行列，性格乐观开朗，很有上进心。
- 拓马（山下智久）

高三学生，也是舞蹈教室的交谊舞教练，曾经获得过全国比赛的大奖，后来因为身体原因而不得不放弃，令他痛苦不堪。
- 小川日出男（柳叶敏郎）

银行职员，诚实善良，有极强的家庭观念。
- 早川香织（宫地真绪）

和拓馬有关系的女大学生。
- 上岛由纪惠（木村多江）

树梢的妹妹。
- 杉浦克己（小桥贤儿）

“Maga”的摄影师。有着一副娃娃脸的已婚者。
- 石仓喜代子（加藤贵子）

“Maga”的自由撰稿人。
- 加瀬启介（胜地凉）

舞蹈讲师。今年，日本锦标赛拉丁舞组第3名。曾经学习剑道，偶然看到拓马的舞蹈受到冲击，进入了这个世界。尊敬的人是大石内藏助，爱读的书是《武士道》，是个男子气概溢出的热的男人。
- 臼井加奈（山田优）

“Maga”的编辑，克己梦想的对象。
- 牧野佐保（绫濑遥）

拓马青梅竹马的女高中生。经常和父母吵架，拓马的单恋直言不讳，呆呆的性格。
- 吉沢和美（滨田麻里）

树梢原来的同事，现在是都市时尚杂志“Maga”的编辑。直言不讳，积极工作的职业女性。
- 半田武彦（村杉蝉之介）
- 上岛菜之花（远藤由実）

上岛由纪惠的独生女，树梢的侄女。
- 高阶由梨子（渡边典子）
- 东海林京子（鹫尾真知子）
- 楠本藤一郎（井上顺）

舞蹈教室的老板。
- 中村英惠（白川由美）

树梢的母亲。性格开朗、开明，还有点天然呆。夫妻关系很好，其实丈夫有不可告人的秘密。
- 中村光三（龙雷太）

树梢的父亲。“下町的鲜花店”的店主但是花不匀。附近的寺庙多，主要是供品用的花束等。心软的性格。

## 工作人员
- 脚本：金子亚里沙
- 音楽：长谷部彻
- 制片人：矢口久雄
- 企画：植田博树・渡部宗一
- 演出：佐佐木章光・藤尾隆
- 制作：TBS

## 主题歌
- 小田和正「まっ白」（雪白）

## 标题
| 各話                                                    | 放送日        | 日文标题                | 中文标题         | 收視率 |
| ------------------------------------------------------- | ------------- | ----------------------- | ---------------- | ------ |
| 第1话                                                   | 2004年1月14日 | 妻が恋しちゃダメですか? | 妻子恋爱不行吗？ | 9.8%   |
| 第2话                                                   | 2004年1月21日 | 夫がいるのに            | 丈夫             | 9.3%   |
| 第3话                                                   | 2004年1月28日 | さよなら拓馬            | 再见拓马         | 7.2%   |
| 第4话                                                   | 2004年2月4日  | 嘘のはじまり            | 谎言的开始       | 6.9%   |
| 第5话                                                   | 2004年2月11日 | 意外な決断              | 意外的决断       | 7.3%   |
| 第6话                                                   | 2004年2月18日 | 母も見ていた            | 母亲曾见过       | 6.3%   |
| 第7话                                                   | 2004年2月25日 | はちあわせ!             | 碰碰头           | 6.3%   |
| 第8话                                                   | 2004年3月3日  | ついにバレた            | 终于被揭发了     | 7.1%   |
| 第9话                                                   | 2004年3月10日 | 激怒した夫              | 被激怒的丈夫     | 6.5%   |
| 最終话                                                  | 2004年3月17日 | 悲しい別れ              | 悲伤的离别       | 6.4%   |
| 平均收視率 7.3%（收視率在關東地區・Video Research調查） |               |                         |                  |        |

- 初回延长15分钟大放送。

## 相关商品
- 暴风雨之恋（2004年4月、ISBN 978-4812416006）
- 暴风雨之恋 DVD-BOX（2004年6月25日）
- 暴风雨之恋 1～4 VHS（2004年6月25日）

## 外部連結
- 公式網站 （页面存档备份，存于） （已失效）